# Ignace Étienne de Livio

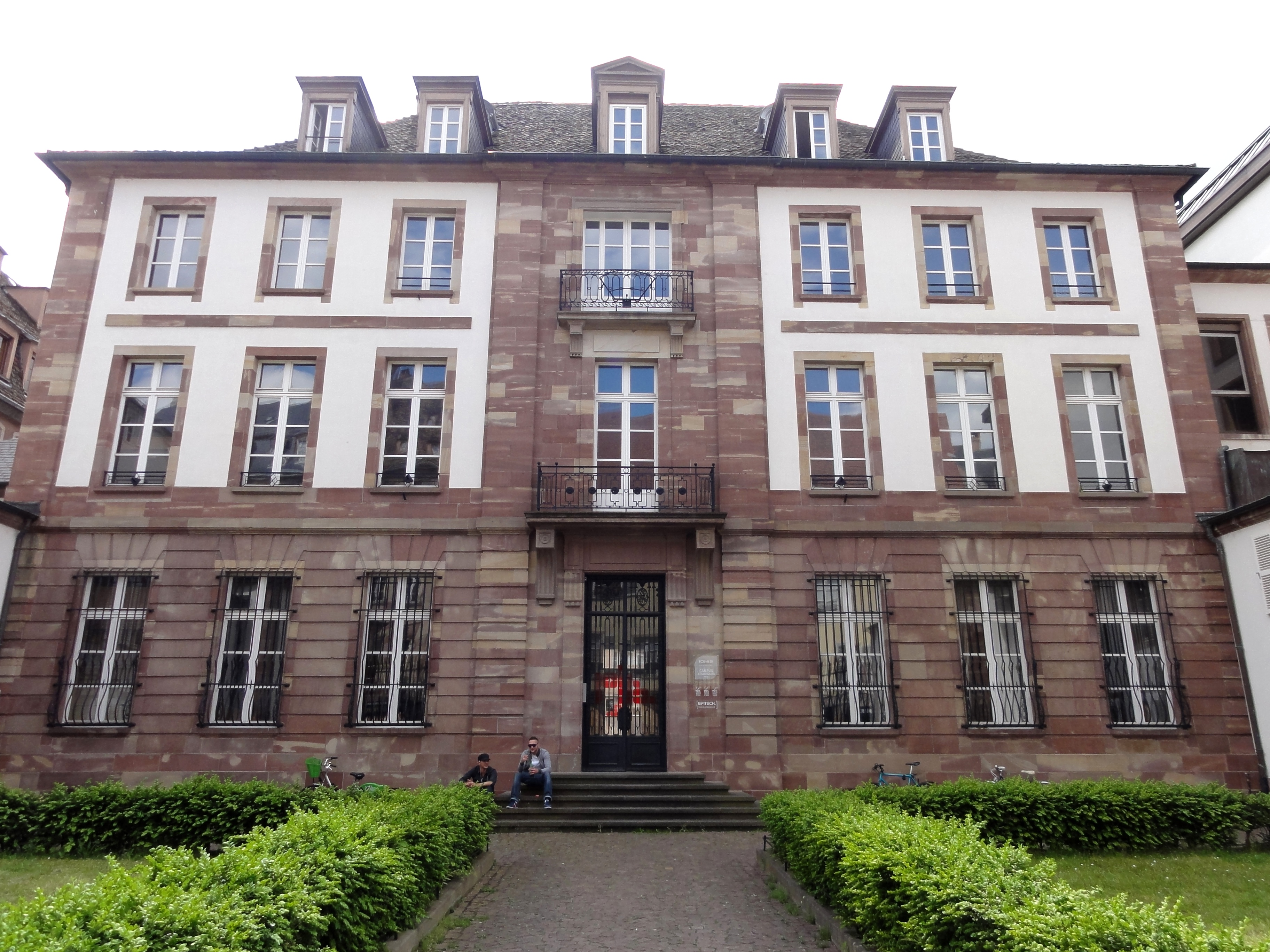
L'ancien hôtel Livio, dans la rue du Dôme.

Jacques Ignace Étienne de Livio, né à Geispolsheim le 27 novembre 1749 et mort à Molsheim le 30 janvier 1830, est un homme d'affaires français, originaire du Tessin, qui fut maire de Strasbourg à deux reprises, du 21 avril 1797 au 28 septembre 1797 et du 31 mars 1800 au 6 décembre 1800.
Une rue de Strasbourg, dans le quartier de la Meinau, porte son nom.

## Biographie
Ignace Étienne de Livio naît à Geispolsheim le 27 novembre 1749. Son père est Antonio Livio, un négociant originaire du Tessin. Il a probablement la même activité que son père, car il fait partie en 1784 du tribunal de la corporation des marchands de Strasbourg. Il obtient en 1787 une dispense pontificale lui permettant d’épouser sa nièce Élisabeth Dominique Livio le 3 février.
Après la Révolution, il devient en 1797 président du directoire de l’administration de Strasbourg, puis est nommé maire de cette ville le 1er avril 1800. Il met toutefois fin dès le 22 novembre à ses fonctions en invoquant des raisons de santé. Il poursuit toutefois des activités politiques par la suite, en devenant notamment conseiller général du département du Bas-Rhin en 1804. Il est en outre à cette même période administrateur des Hospices civils de Strasbourg, marguillier de la cathédrale et vice-président de la chambre de commerce. Il entretient également des relations avec le royaume de Bavière, devenant en 1814 chevalier de l’ordre royal du mérite civil avant d’être anobli en 1816.
Il meurt à Molsheim le 30 janvier 1830.

## Activités
Les activités commerciales connues d’Ignace Étienne de Livio sont axées sur le secteur de la banque. Il possède notamment, en partenariat avec son fils Étienne, la banque Livio et Cie, appelée plus tard Livio Frères, à Saint-Petersbourg. Il est également parfois cité comme banquier de la cour de Russie.

## Fortune
Ignace Étienne de Livio est notamment propriétaire, dès avant 1815, du château Klinglin à Illkirch. Il achète également en 1815 l’hôtel de Hohenlohe-Waldenburg, dans la rue du Dôme à Strasbourg, qui prend par la suite le nom d’hôtel Livio.